# Nyprotestantism
Till nyprotestantism räknas sådan protestantisk teologi som tagit stort intryck av upplysningen. Bland de ledande inom nyprotestantismen fanns Ernst Troeltsch (1865–1923). Nyprotestantism håller vetenskap och evolution högt.